# Arpajon
Arpajon és un municipi francès, situat al departament d'Essonne i a la regió de l'Illa de França.
Forma part del cantó d'Arpajon i del districte de Palaiseau. I des del 2016 de la Comunitat d'aglomeració Cœur d'Essonne.
A 20 km de Corbeil-Essonnes, en la confluència dels rius Orge i del Remade; estació de ferrocarril d'Orleans. Comerç de vins i aiguardents. Té una església amb part del segle xii.
Fins al 1720 Arpajon havia portat el nom de Chartres-sous-Montery, que fou canviat en erigir-se en marquesat.
És la pàtria del general Edouard Jean-Baptiste Milhaud que comandava els cuirassers a Waterloo.